# Donja Nevlja
Donja Nevlja (izvirno srbsko Доња Невља, bolgarsko Долна Невля) je naselje v Srbiji, ki upravno spada pod Občino Dimitrovgrad; slednja pa je del Pirotskega upravnega okraja.

## Demografija
V naselju živi 29 polnoletnih prebivalcev, pri čemer je njihova povprečna starost 62,3 let (61,9 pri moških in 62,8 pri ženskah). Naselje ima 20 gospodinjstev, pri čemer je povprečno število članov na gospodinjstvo 1,55.
To naselje je v glavnem bolgarsko (glede na popis iz leta 2002).
|  |

| Demografija | Demografija     | Demografija     |
| Leto        | Št. prebivalcev | Št. prebivalcev |
| ----------- | --------------- | --------------- |
|             |                 |                 |
|             |                 |                 |
|             |                 |                 |
|             |                 |                 |
| 1948        | 509             |                 |
| 1953        | 503             |                 |
| 1961        | 346             |                 |
| 1971        | 229             |                 |
| 1981        | 114             |                 |
| 1991        | 65              | 65              |
| 2002        | 31              | 31              |
|             |                 |                 |

| Etnična sestava po popisu iz leta 2002 | Etnična sestava po popisu iz leta 2002 | Etnična sestava po popisu iz leta 2002 | Etnična sestava po popisu iz leta 2002 | Etnična sestava po popisu iz leta 2002 |
| -------------------------------------- | -------------------------------------- | -------------------------------------- | -------------------------------------- | -------------------------------------- |
| Bolgari                                | Bolgari                                |                                        | 28                                     | 90,32%                                 |
| Srbi                                   | Srbi                                   |                                        | 2                                      | 6,45%                                  |
| Neznano                                | Neznano                                |                                        | 1                                      | 3,22%                                  |